# Phyllanthus caparaoensis
Phyllanthus caparaoensis är en emblikaväxtart som beskrevs av Grady Linder Webster. Phyllanthus caparaoensis ingår i släktet Phyllanthus och familjen emblikaväxter. Inga underarter finns listade i Catalogue of Life.